# Andrzej Bogusz (historyk sportu)
Andrzej Bogusz (ur. 1932 w Łodzi, zm. 13 maja 2009) – historyk sportu, doktor nauk kultury fizycznej, nauczyciel akademicki, kierownik Muzeum Sportu i Turystyki w Łodzi (1982–1998).

## Życiorys
W młodości trenował koszykówkę. Ukończył studia na Akademii Wychowania Fizycznego Józefa Piłsudskiego w Warszawie. Był koszykarzem oraz trenerem koszykarzy ŁKS Łódź i Startu Łódź (od 1965), nauczycielem wychowania fizycznego, oraz wykładowcą akademickim na AWFie w Warszawie, gdzie zajmował się historią kultury fizycznej. Był współzałożycielem Muzeum Sportu i Turystyki w Łodzi oraz jego kierownikiem (1982–1998).
Jest autorem wielu publikacji poświęconych sportowi w Łodzi, a także 80 biogramów uczestników ruchu sportowego Łodzi, ujętych w „Słowniku biograficznym sportu polskiego” i „Encyklopedii sportu”, a także promotorem i recenzentem około 90 prac magisterskich. Był współzałożycielem i kierownikiem Klubu Olimpijczyka, a także wiceprezesem ŁZKOSZ.
Został pochowany w części rzymskokatolickiej Starego Cmentarza w Łodzi.

## Publikacje
- Bogusz A., Łodzianie w piłkarskich mistrzostwach świata, Muzeum Sportu i Turystyki. Oddział Muzeum Historii Miasta Łodzi, 1986[9];
- Bogusz A., Geneza sportu w Łodzi i jego rozwój do 1939 roku, 1987[10];
- Bogusz A., 100 lat kolarstwa łódzkiego: 1886-1986 : [katalog wystawy], Wydział Kultury Fizycznej, Sportu i Turystyki Urzędu Miasta Łodzi, 1987[11];
- Bogusz A., Niemieckie stowarzyszenia sportowe Łodzi, 1824-1939, Muzeum Sportu i Turystyki, 1992[12];
- Bogusz A., Niemieckie stowarzyszenia sportowe Łodzi, 1824-1939, Muzeum Sportu i Turystyki, 1992[13];
- Bogusz A., Żydowskie stowarzyszenia sportowe Łodzi 1897-1939, Muzeum Sportu i Turystyki, 1992[14];
- Bogusz A., Łódzcy olimpijczycy 1924-1984, Sportu i Turystyki, 1984[15];
- Bogusz A., Łódzcy Olimpijczycy, 1924-1992, Muzeum Sportu i Turystyki, 1992[16];
- Bogusz A., Fabryczne Kluby Sportowe Łodzi, Muzeum Sportu i Turystyki, 1993[17];
- Bogusz A., Sokolstwo łódzkie 1905-1995, Muzeum Historii Miasta Łodzi, 1995, ISBN 978-83-901851-5-6[18];
- Bogusz A., Łódź olimpijska, Ibidem, 2005, ISBN 978-83-88679-45-2[19][7];
- Bogusz A., Dawna Łódź sportowa 1824-1945, Muzeum Historii Miasta Łodzi, 2007, ISBN 978-83-87434-91-5[20].